# 6835-ös mellékút (Magyarország)
A 6835-ös számú mellékút egy bő tizenöt kilométer hosszú, négy számjegyű országos közút Zala vármegye déli részén, a horvát határ közelében. Murakeresztúr térségét köti össze Letenyével, közben feltárva az útjába eső, kisebb községeket is.

## Nyomvonala
A 6833-as út folytatásaként indul, annak végpontjától, Murakeresztúr külterületén, ott, ahol a 68 155-ös út indul a település központjába, illetve ahol elválik a községbe vezető régi nyomvonal és az azt elkerülő újabb út. Nyugat felé indul, Murakeresztúr településétől és annak vasútállomásától is északra halad el, majd 2,1 kilométer után átlép Molnári területére. Ott kissé északabbi irányt vesz, a lakott területeket 5,2 kilométer után éri el; ott a Dózsa György utca nevet veszi fel. A központban, 5,7 kilométer után beletorkollik a rövidke 68&mnsp;801-es út, majd 5,8 kilométer után a 6834-es út, 13 kilométer megtétele után. Nyugatnak folytatódik, Kossuth Lajos utca néven, majd északnyugati irányt vesz; 6,5 kilométer után lép ki a település házai közül.
6,9 kilométer után érkezik Tótszerdahely, és a 8. kilométerénél éri el annak házait; helyi neve itt Ady út, a központtól nyugatra pedig Kossuth Lajos utca. 9,1 kilométer után ágazik ki belőle észak felé a 6836-os út, a tizedik kilométere előtt pedig kilép a házak közül. 10,8 kilométer után már Letenye határain belől halad, a külterületen több irányváltása van, majd 12,5 kilométer után csomópont nélkül, felüljáróval keresztezi az M7-es autópályát, amely itt 229,2 kilométer megtétele után jár. 13,3 kilométer után ér Egyeduta településrész lakott területére – ott Rákóczi Ferenc utca a neve –, a 15. kilométerénél pedig már a város központi részének házai közt halad, Petőfi Sándor utca néven. A 7-es főútba torkollva ér véget, annak 230+700-as kilométerszelvényénél.
Teljes hossza, az országos közutak térképes nyilvántartását szolgáló kira.gov.hu adatbázisa szerint 15,946 kilométer.

## Települések az út mentén
- Murakeresztúr
- Molnári
- Tótszerdahely
- Letenye